# Західна (притока Великої Андюги)
За́хідна (рос. Западная) — річка в Республіці Комі, Росія, права притока річки Велика Андюга, правої притоки річки Печора. Протікає територією Троїцько-Печорського району.
Річка протікає на північний схід, південний схід та північний схід.